# Cotton-Plateau
Das Cotton-Plateau ist eine verschneite Hochebene in der antarktischen Ross Dependency. In der Queen Elizabeth Range liegt sie unmittelbar östlich der Mündung des Marsh-Gletschers in den Nimrod-Gletscher.
Die Nordgruppe einer von 1961 bis 1962 dauernden Kampagne im Rahmen der New Zealand Geological Survey Antarctic Expedition nahm die Benennung vor. Namensgeber ist der neuseeländische Geologe Charles Cotton (1885–1970).